# 瀬島順一郎
瀬島 順一郎（せじま じゅんいちろう、昭和22年（1947年）4月10日 - ）は日本の心理学者、大阪産業大学前学長、教養部教授、奇術指導者・研究者、FISM審査員。大阪府守口市生まれ。

## 学歴
大阪府守口市で生まれた。祖父は「大阪鉄道学校」（現大阪産業大学）の創立者・瀬島源三郎。早稲田大学教育学部卒業、慶應義塾大学大学院社会学研究科心理学専攻修士課程修了。文学修士。

## 職歴
三重短期大学助教授・図書館長、大阪産業大学教養部教授・教務部長・入試センター長、大阪産業大学教養部長を経て、平成14年（2002年）9月大阪産業大学・同短期大学学長（第16代）就任。平成18年（2006年）9月学長任期退任。
学長退任後、大阪産業大学教養部教授、社団法人大阪総合医学教育研究所理事兼カウンセラー、大阪産業大学学生相談室室長兼カウンセラーを務める。
平成25年（2013年）8月大阪産業大学・同短期大学学長（第19代）再任。平成26年（2014年）6月学長辞職退任。

## 専門領域
- 心理学
- 行動分析学
- 学習心理学
- 臨床心理学

## 関心領域
- 教育問題
- 女性学
- 文化論
- 平和学
- 家族療法

## 奇術歴
中学3年生から本格的にマジックを始め、高校時代は守口奇術研究会で活動。早稲田大学マジッククラブではフロタマサトシに師事し、以後生涯の師としてフロタから『石田天海奇術』の流れを継承した。慶應義塾大学大学院時代は慶應義塾奇術愛好会で活躍した。

## 奇術関係の役職
- FISMコンテスト 常任審査委員
- FISM'94横浜大会副会長兼審査委員長
- 社団法人日本奇術協会参与
- SJM(Society of Japanese Magicians)会長
- ICM(Intercity Brotherhood of Magicians)コンベンション会長
- 中部奇術連合会会長
- 守口奇術研究会名誉顧問、大東マジシャンズクラブ講師
- 津奇術グループ、松阪マジッククラブ講師

奇術を心理学・行動分析学的視点から研究して、効果のある見せ方を探求し、指導・普及活動を続けている。

## 受賞
- 1987年 国際行動分析学会 アウトスタンディングポスター賞
- 1994年 日本奇術協会功労賞
- 1995年 守口市文化功労賞（守口市文化協会）